# Oliver Gieth
Oliver Gieth (* 1965) ist ein deutscher Filmeditor, der vereinzelt auch als Filmregisseur gearbeitet hat.
Gieth ist seit Anfang der 1990er Jahre als Editor für deutsche Fernsehproduktionen tätig. Mit dem Dokumentarfilm Gib mich die Kirsche! – Die 1. deutsche Fußballrolle (2004) wurde er auch als Regisseur aktiv. 2015 folgte mit Jung & Piano – Grand Prix der Pianisten eine zweite Arbeit als Dokumentarfilm-Regisseur.
Oliver Gieth ist Mitglied der Deutschen Filmakademie, und im Bundesverband Filmschnitt Editor e. V. (BFS).

## Filmografie (Auswahl)

### Als Editor
- 1995: Bunte Hunde
- 1996: Happy Weekend
- 2000: Kanak Attack
- 2001: Rette deine Haut
- 2002: Nachtschicht – Amok!
- 2003: Jonathans Liebe
- 2003: Tatort: Dschungelbrüder
- 2004: Einsatz in Hamburg – Bei Liebe Mord
- 2004: Nachtschicht – Vatertag
- 2005: Nachtschicht – Tod im Supermarkt
- 2006: Der beste Lehrer der Welt
- 2006: Nachtschicht – Der Ausbruch
- 2006: Unter anderen Umständen
- 2007: Unter anderen Umständen: Bis dass der Tod euch scheidet
- 2008: Die Lüge
- 2008: Nachtschicht – Ich habe Angst
- 2008: Schade um das schöne Geld
- 2008: Unter anderen Umständen: Böse Mädchen
- 2009: Unter anderen Umständen: Auf Liebe und Tod
- 2009: Bella Block: Vorsehung
- 2010: Sau Nummer vier. Ein Niederbayernkrimi
- 2010: Tatort: Schön ist anders
- 2011: Unter anderen Umständen – Mord im Watt
- 2017: Bad Cop – kriminell gut (TV-Serie, 1 Episode)
- 2018: Sankt Maik (TV-Serie, 3 Episoden)
- 2018: Jenny – echt gerecht! (TV-Serie, 4 Episoden)
- 2023: Geheimsache Kopernikus

### Als Regisseur und Autor
- 1994: Zu spät?! (Kurzfilm)
- 2004: Gib mich die Kirsche! – Die 1. deutsche Fußballrolle (Dokumentarfilm)
- 2015: Jung & Piano – Grand Prix der Pianisten (Dokumentarfilm)